# Panik på öppen gata
Panik på öppen gata (originaltitel: Panic in the Streets) är en amerikansk film noir från 1950 i regi av Elia Kazan, med Richard Widmark och Paul Douglas i huvudrollerna. Filmen spelades in på plats i New Orleans med många invånare i diverse mindre roller.
Clinton Reed, som arbetar vid United States Public Health Service (spelad av Richard Widmark) och en poliskapten (Paul Douglas) har bara en dag eller två att förhindra en pestepidemi efter att Reed slår fast att ett upphittat mordoffer är ett indexfall. Bland de andra skådespelarna återfinns Barbara Bel Geddes (som Reeds fru), Jack Palance (i sin filmdebut, som Walter Jack Palance) och Zero Mostel - som båda två spelar medhjälpare till offret. Även Tommy Rettig debuterar inom filmen med sin roll som Reeds son.

## Handling

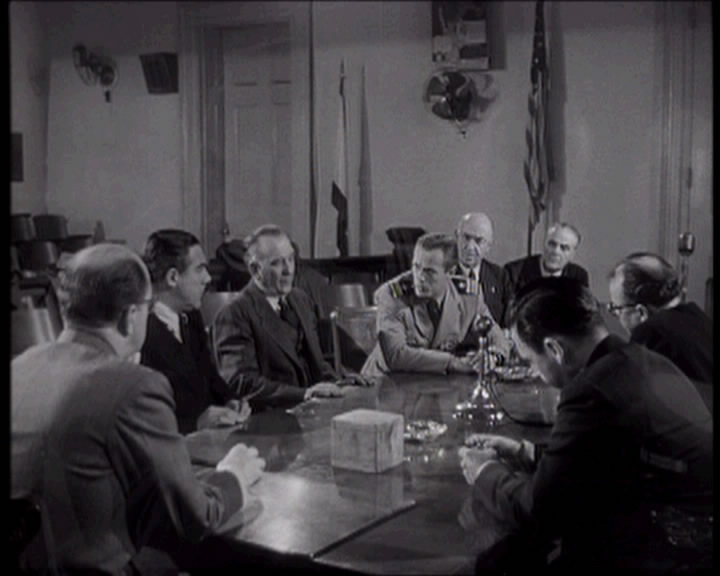
Reeds diskussion med stadens ledning om vad som hänt och vad som ska göras.

Under ett bråk över ett kortspel i New Orleans hamnkvarter blir en man vid namn Kochak mördad av gangstern Blackie och hans två medhjälpare; Kochacks kusin Poldi och en man vid namn Fitch. Innan hans död uppvisande han påtagliga tecken på någon slags infektion och när han blir undersökt av en obducent blir denna misstänksam och kallar in sin chef, Dr. Clinton Reed (Richard Widmark). Efter närmare undersökning är Reed övertygad att mannen led av en luftburen pestsmitta och lyckas trots stort motstånd övertala stadens ledare om att de bara har 48 timmar på sig att rädda New Orleans, då man måste hitta och bota de andra männen Kochak träffat.

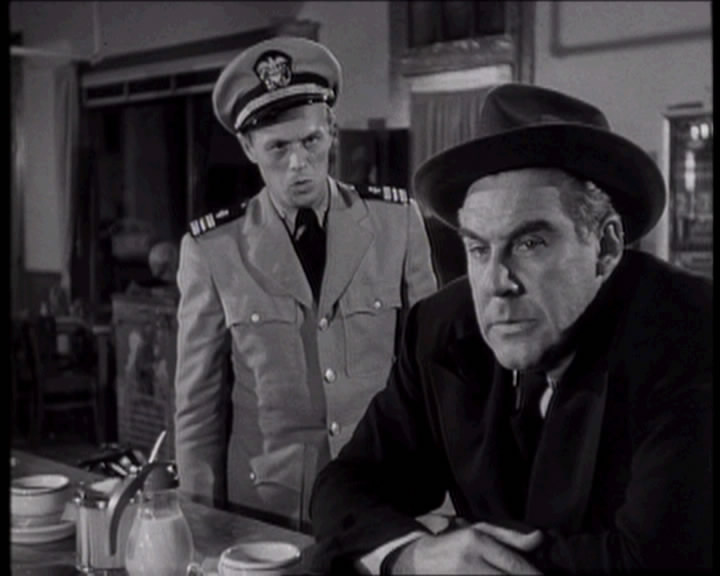
Reed (Richard Widmark) och Warren (Paul Douglas) i en het diskussion

Reed blir ihopparad med poliskapten Tom Warren (Paul Douglas) som tror att Reed överdriver hotet. Reed själv blir frustrerad över att Warren inte verkar ta den stundande katastrofen på allvar. Reed och Warren frågar runt i stadens hamnområden och lyckas ta reda på att mannen smugglats in på skeppet The Nile Queen. Fitch, som blev utfrågad av Reed och Warren men hävdade att han inte visste något, tar sig under tiden hem och pratar med Blackie om undersökningen. Blackie överväger att lämna staden men tror att Poldi kan ha fått smugglat gods från Kochack vilket skulle förklara den stora polisiära insatsen.
Reed och Warren tar sig till båten och lyckas övertyga besättningen om den överhängande faran och vaccinerar dom. Under utfrågningen av besättningen får de reda på att Kochak gillade grekisk mat och de börjar fråga runt på stadens grekiska restauranger. Precis efter de lämnat ett grekiskt hak anländer Blackie för att möta en väldigt sjuk Prodi.
Fallet håller sedan på att gå i kras när en reporter hotar att läcka storyn. Warren kastar honom i fängelse, men borgmästaren kör över beslutet och det visar sig att nyheter kommer att komma ut i morgontidningarna, fyra timmar senare. Tack vare ett tips från den sjuksköterska som tar hand om Poldi lyckas Reed och Warren hitta till mannens lägenhet, samtidigt som Fitch och Blackie håller på att bära ner honom för trapporna. De kastar Poldi och flyr in i nattmörket med Warren och Reed efter sig; under jakten skjuter Blackie Fitch av misstag och han faller sedan själv ner i vattnet och drunkar. Med fallet löst tar sig Reed hem till sin fru och ger henne lite av den parfym som Poldi faktiskt fått insmugglad av Kochack.

## Rollista
| Richard Widmark    | – Dr Clinton "Clint" Reed |
| Paul Douglas       | – Kapten Tom Warren       |
| Barbara Bel Geddes | – Nancy Reed              |
| Jack Palance       | – Blackie                 |
| Zero Mostel        | – Raymond Fitch           |

## Kritikermottagande
The New York Times gav filmen ett överlag positivt omdöme; recensenten ansåg att skådespelarna gjorde bra insatser och tidningen skriver bland annat att Palance i sin debutroll har genomträngande ögon och ett ansikte i sten som kräver uppmärksamhet. Recensenten lyfter även fram att det faktum att filmens mördare är ovetande om den dödliga smittan ger filmen ett speciellt engagemang. Times kritiker ansåg dock att historien stundtals blir för överdriven.

## Priser

### Vunna
- Filmfestivalen i Venedig - internationella priset, Elia Kazan; 1950
- Oscar - bästa berättelse, Edna Anhalt och Edward Anhalt; 1951

### Nomineringar
- Filmfestivalen i Venedig - guldlejonet, Elia Kazan; 1950
- Writers Guild of America - WGA Award, bäst skrivna amerikanska drama, Richard Murphy; Robert Meltzer-priset, Richard Murphy; 1951.